# Килон
Килон (антички грчки: Κύλων Kylon) био је атински племић који је покушао да освоји власт у свон граду 632. п. н. е., а што се сматра првим поуздано датираним догађајем у атинској историји. Килон је покушао да државним ударом постане тиранин Атине. Килон је са својим присталицама 632. п. н. е. покушао да освоји Акропољ у Атини, али није успео. Завереници су убијени, иако су се ставили под заштиту богиње Атине. Народ је због тога прогнао Алкмеониде, као светогрднике.

## Припрема
Килон је био олимпијски победник. Оженио се ћерком од Теагена, тиранина Мегаре. Према Тукидиду Делфијско пророчиште је саветовало Килону да заузме атинску тврђаву Акропољ за време највеће Зеусове светковине. Делфијско пророчиште је и иначе давало релативно неодређене одговоре, па је Килон сматрао да треба да зауме Атину за време Олимпијских игра. Од тирана Мегаре Теагена добио је нешто војске, па је помоћу својих присталица кренуо у акцију.

## Заузимање Акропоља
За време Олимпијских игара 632. п. н. е. Килон је са групом својих следбеника и уз помоћ нешто мало војске из Мегаре заузео Акропољ. У то време много Атињана се налазило ван Атине. Када су чули да је Килон заузео Акропољ одмах су дојурили и опколили заверенике. Ипак Атињани нису могли да врате тврђаву, па су одлучили да опсадом заверенике присиле на предају. Килонови следбеници нашли су се у невољи због недостака хране и воде. Килон и његов брат су побегли.

## Мегакле убија заверенике под заштитом богиње Атине
Када су неке од Килонових присталица почеле да умиру од глади, онда су према Херодоту прибегле код кипа богиње Атине. Према Тукидиду прибегле су уз жртвеник. Према Плутарху они су потражили заштиту у храму богиње Атине. Тада је на власти у Атини био архонт Мегакле из моћне породице Алкмеонида. Мегакле је преговарао са завереницима и обећао им је да неће бити убијени, ако напусте храм и ставе се под суд. Завереници су привезали конопац око Атининог кипа, па су с тим конопцем силазили. Када се конопац раскинуо Мегакле је дао да се завереници каменују до смрти под изговором да им је богиња отказала заштиту.

## Протеривање Алкмеонида
Убице завереника прозвани су проклетницима и светогрдницима. Присталице завереника су након тога политички ојачали, па су кренули у обрачуне са присталицама Мегакла, тј. са Алкмеонидима У Атини су настали немири и народ је био подељен на две струје. Позвали су Солона да као посредник између две стране пресуди. Солон је дао да суд од 300 угледних људи одлучи. Алкмеониди су осуђени као проклетници и светогрдници и протерани су из Атине. Прекршили су закон да који забрањује убијање оних, који потраже заштиту у храму. Досуђено је да се и мртвим Алмеонидима прекопају кости и да се баце ван граница Атике.
Алкмеоноиди су се много касније 594. п. н. е. вратили у Атину и дали су најистакнутије државнике, попут Клистена, Периклеа и Алкибијада.

## Мегара заузима Саламину
Мегара је искористила немире у Атини, па је тада заузела луку Нисеју и Саламину. Био је то главни разлог због кога је мегарски тиран Теаген помагао Килону у покушају државног удара.